# Oderadis
Oderadis (oder Odradis) war eine Äbtissin im Kloster Liesborn. 

## Leben und Quellenlage
Oderadis wird in allen überlieferten Nekrologen als vorletzte Äbtissin dokumentiert. Sie wird mit dem Bau des heute noch stehenden Hauptturms der Abteikirche Liesborn Ende des 11. Jahrhunderts in Verbindung gebracht. Belegt ist dies durch eine Urkunde des Abts Florin Ketelhot von 1323. Die gleiche Urkunde berichtet von Oderadis Stiftung eines Marienaltars und dessen reicher Ausstattung. Die Memorie der Liesborner Äbtissin fällt auf den 16. April.